# Bob-Weltmeisterschaft 2000
Die 49. Bob-Weltmeisterschaft fand vom 5. bis zum 13. Februar 2000 für die Männer im sächsischen Altenberg (Männer) und für die Frauen am 5. Februar 2000 in Winterberg  in Deutschland statt.
Für die Frauen stellte die WM eine Premiere dar.

## Frauen
Nach jahrelangem Kampf war es den Fürsprechern des Frauenbobsports gelungen, im Februar 2000 erstmals eine Weltmeisterschaft auszutragen. Nachdem seit einigen Jahren bereits ein Weltcup existierte, war die WM nun das erste große internationale Sportereignis im Frauenbobsport. Darüber hinaus hatte das IOC im Herbst 1999 entschieden, den Frauenbobsport für 2002 in das olympische Wettkampfprogramm aufzunehmen. Diese Perspektive führte dazu, dass an den vier Weltcupwettbewerben, die bis zur WM stattgefunden hatten, über 20 Pilotinnen aus 12 Nationen teilnahmen. Zusätzlich war der Frauenbobsport nun auch eine Perspektive für Sportlerinnen, die in anderen Sportarten nicht mehr an frühere Erfolge anknüpfen konnten. Das prominenteste Beispiel war die ehemalige Rennrodelweltmeisterin Gabriele Kohlisch aus Deutschland, die nach der verpassten Qualifikation für die Olympischen Winterspiele in Nagano ihren Rücktritt vom Leistungssport bekannt gegeben hatte. Nachdem sie mit der Diskuswerferin Kathleen Hering eine Anschieberin gefunden hatte, absolvierte Kohlisch bis zur WM 55 Trainingsfahrten, ohne auch nur an einem Weltcuprennen teilzunehmen.

### Zweierbob
Für die erste Weltmeisterschaft waren vor allem die Bobs von Jean Racine und Jill Bakken aus den USA sowie Françoise Burdet aus der Schweiz favorisiert, da sie in den vier vorangegangenen Weltcupwettbewerben die Podiumsplätze fast unter sich alleine ausgemacht hatten. Allerdings hatte ein nicht unerheblicher Teil der WM-Starterinnen nur an den ersten beiden Weltcups im November 1999 in Calgary teilgenommen, darunter auch die deutschen Bob-Pionierinnen Heike Storch und Stefanie Möller, so dass ihr Leistungsstand vor der WM schlecht einzuschätzen war. Darüber hinaus gaben mindestens sechs Pilotinnen, darunter auch Gabriele Kohlisch, ihr internationales Wettkampfdebüt.
Nach dem ersten Lauf fanden die Zuschauer zunächst ein erwartetes Ergebnis vor. Es führte Burdet vor Bakken und Heike Storch. Der vierte Platz von Jean Racine war schon fast eine Überraschung im negativen Sinne, allerdings hatte die Amerikanerin nur 25 Hundertstel Rückstand auf die führende Burdet. Bei Gabriele Kohlisch beschlug nach eigenen Angaben das Visier und behinderte sie somit beim Lenken des Bobs. Dennoch erzielte sie im ersten Lauf die fünftbeste Zeit und hatte damit schon einen Achtungserfolg erzielt. Im zweiten Lauf konnte Kohlisch die Konkurrenz jedoch überraschen. Auf der abbauenden Bahn spielte sie ihre langjährige Erfahrung aus und fuhr mit gehörigem Abstand Tagesbestzeit während Françoise Burdet fast sieben Zehntel langsamer war. Die Schweizerin konnte mit drei Hundertsteln Vorsprung gerade noch die Bronzemedaille retten, während Gabriele Kohlisch und Kathleen Hering auch für sie selbst ziemlich überraschend Weltmeisterinnen wurden. Die spätere Weltcupsiegerin Jean Racine gewann mit Jennifer Davidson die Silbermedaille. Für Kohlisch blieb der WM-Titel eine Momentaufnahme. Geplagt von Verletzungen und verdrängt von starker innerdeutscher Konkurrenz wie ihrer ehemaligen Rennrodelkollegin Susi Erdmann konnte sie ihren Traum von einer Olympiateilnahme nicht mehr verwirklichen.
| Platz | Land    | Sportler                           | 1. Lauf | Platz | 2. Lauf | Platz | Gesamt  |
| ----- | ------- | ---------------------------------- | ------- | ----- | ------- | ----- | ------- |
| 1     | GER III | Gabriele Kohlisch Kathleen Hering  | 59.30   | 5     | 58.79   | 1     | 1:58,09 |
| 2     | USA I   | Jean Racine Jennifer Davidson      | 59.18   | 4     | 59.02   | 2     | 1:58,20 |
| 3     | SUI I   | Françoise Burdet Katharina Sutter  | 58.93   | 1     | 59.46   | 10    | 1:58,39 |
| 4     | GER II  | Heike Storch Birgit Brodbeck       | 59.07   | 3     | 59.35   | 8     | 1:58,42 |
| 5     | GER I   | Stefanie Möller Sabine Knabe       | 59.43   | 6     | 59.09   | 3     | 1:58,52 |
| 6     | USA II  | Jill Bakken Shauna Rohbock         | 59.05   | 2     | 59.59   | 13    | 1:58,64 |
| 7     | GBR I   | Michelle Coy Emma Merry            | 59.45   | 8     | 59.21   | 4     | 1:58,66 |
| 8     | CAN I   | Christine Fraser Kathleen Salikin  | 59.43   | 6     | 59.30   | 6     | 1:58,73 |
| 9     | SUI I   | Claudia Bühlmann Denise Amstad     | 59.84   | 10    | 59.26   | 5     | 1:59,10 |
| 10    | CAN II  | Sarah Monk Georgette Reed          | 59.85   | 11    | 59.47   | 11    | 1:59,32 |
| 11    | GBR II  | Cheryl Done Paula Wilson           | 59.95   | 13    | 59.42   | 9     | 1:59,37 |
| 12    | CAN III | Christina Smith Cherie Whelan      | 59.91   | 12    | 59.51   | 12    | 1:59,42 |
| 13    | USA III | Bonny Warner Leshundra Nathan      | 1:00.15 | 14    | 59.33   | 7     | 1:59,48 |
| 14    | NED I   | Eline Jurg Pascale Schure          | 59.81   | 9     | 59.84   | 15    | 1:59,65 |
| 15    | NED II  | Ilse Broeders Ineke Kleinhesselink | 1:00.23 | 15    | 59.74   | 14    | 1:58,97 |
| 16    | JPN I   | Ito Nami Myose Naoko               | 1:00.87 | 17    | 1:01.18 | 16    | 2:02,05 |
| 17    | POL I   | Joanna Steinhilber Magda Rewers    | 1:00.86 | 16    | 1:01.25 | 17    | 2:02,11 |
| 18    | ROM II  | Corina Drăgan Katalin Neagu        | 1:01.38 | 18    | 1:01.43 | 18    | 2:02,81 |
| 19    | JPN II  | Haguri Naomi Kyoko Okuda           | 1:01.60 | 19    | 1:01.93 | 19    | 2:03,53 |
| 20    | NOR I   | Monica Forum Ellen Konradsen       | 1:03.25 | 20    | 1:03.52 | 20    | 2:06,76 |

## Männer

### Zweierbob
Nominell waren vor der WM die Schweizer Bobs um Weltcupsieger Christian Reich sowie mit den Piloten Reto Götschi und Marcel Rohner die absoluten Topfavoriten auf den WM-Titel, belegten sie doch im kurz vorher beendeten Weltcup die ersten drei Plätze. Allerdings hatte der dreifache Weltmeister Christoph Langen die letzten beiden Weltcups ausgelassen und sich in Altenberg schon auf die WM vorbereitet. Hinzu kam mit Andre Lange ein weiterer starker Konkurrent aus dem deutschen Lager, der wenige Wochen zuvor mit dem EM-Sieg im Zweier in Cortina seinen ersten internationalen Titel im Seniorenbereich gewonnen hatte. Außenseiterchancen wurden auch dem EM-Zweiten und Titelverteidiger Günther Huber aus Italien eingeräumt.
Am ersten Wettkampftag bestimmte der Thüringer Andre Lange das Geschehen. Als einziger blieb er im ersten Lauf unter 57 Sekunden und fuhr mit über zwei Zehnteln schon einen ordentlichen Vorsprung gegenüber Christoph Langen heraus. Die Schweizer Bobs von Reich und Götschi hatten mit den Rängen drei und vier noch intakte Medaillenchancen, während Marcel Rohner mit der nur elftbesten zeit diese bereits schon fast begraben konnte. Im zweiten Lauf konnte Lange den Vorsprung gegenüber Altmeister Langen noch auf über eine halbe Sekunde ausbauen, so dass der Thüringer schon fast wie der sichere Sieger aussah. Christian Reich konnte mit der zweitbesten Fahrt den Abstand zu Langen verringern und hatte durchaus Chancen auf Silber, während Götschis Abstand auf eine Medaille anwuchs.
Der zweite Tag sah bei besseren Bahnbedingungen einen sehr schnellen Christoph Langen mit Laufbestzeit im dritten Durchgang, während Andre Lange mit der nur viertbesten Zeit sage und schreibe 47 Hundertstel auf Langen verlor. Damit war der Vorsprung des Thüringers auf zwei Hundertstel zusammengeschmolzen und der vierte Weltmeistertitel für Langen in greifbare Nähe gerückt. Mit der schnellsten Laufzeit im vierten Durchgang bestätigte Langen seine Leistung aus dem dritten Lauf und gewann letztlich mit sieben Hundertsteln Vorsprung vor Andre Lange seinen vierten Weltmeistertitel im Zweierbob. Christian Reich konnte mit einer halben Sekunde Vorsprung vor Teamkamerad Reto Götschi die Bronzemedaille gewinnen und damit seine erste WM-Medaille überhaupt feiern.
Datum: 5./6. Februar 2000
| Platz | Land    | Sportler                           | 1. Lauf | 2. Lauf | 1. Tag  | 3. Lauf | 4. Lauf | Gesamt  |
| ----- | ------- | ---------------------------------- | ------- | ------- | ------- | ------- | ------- | ------- |
| 1     | GER II  | Christoph Langen Markus Zimmermann | 57.03   | 58.35   | 1:55,38 | 55.89   | 57.39   | 3:48,66 |
| 2     | GER I   | André Lange René Hoppe             | 56.82   | 58.07   | 1:54,89 | 56.36   | 57.48   | 3:48,73 |
| 3     | SUI I   | Christian Reich Urs Aeberhard      | 57.31   | 58.22   | 1:55,53 | 56.19   | 57.75   | 3:49,47 |
| 4     | SUI II  | Reto Götschi Cédric Grand          | 57.49   | 58.43   | 1:55,92 | 56.14   | 57.91   | 3:49,97 |
| 5     | ITA I   | Günther Huber Cristian La Grassa   | 57.54   | 58.42   | 1:55,96 | 56.65   | 57.67   | 3:50,28 |
| 6     | USA I   | Todd Hays Garrett Hines            | 57.92   | 58.56   | 1:56,48 | 56.56   | 57.47   | 3:50,51 |
| 7     | CAN I   | Pierre Lueders Ahmed Marshall      | 57.65   | 58.45   | 1:56,10 | 56.65   | 57.84   | 3:50,59 |
| 8     | ITA I   | Fabrizio Tosini Marco Menchini     | 57.59   | 58.55   | 1:56,14 | 57.13   | 57.86   | 3:51,13 |
| 9     | SUI III | Marcel Rohner Beat Hefti           | 57.93   | 58.70   | 1:56,63 | 56.79   | 57.88   | 3:51,30 |
| 10    | LAT I   | Sandis Prūsis Jānis Ozols          | 57.65   | 58.78   | 1:56,43 | 56.86   | 58.53   | 3:51,82 |
| 11    | RUS I   | Jewgeni Popow ⋅ Alexei Andrynin    | 57.91   | 58.61   | 1:56,52 | 57.37   | 57.97   | 3:51,86 |
| 12    | CZE II  | Pavel Puškár Jan Kobián            | 58.39   | 58.72   | 1:57,11 | 57.14   | 57.88   | 3:52,13 |
| 13    | USA II  | Michael Dionne Paul Jovanovic      | 57.96   | 58.86   | 1:56,82 | 57.16   | 58.28   | 3:52,26 |
| 14    | AUT I   | Wolfgang Stampfer Klaus Seelos     | 58.54   | 58.92   | 1:57,46 | 57.00   | 58.06   | 3:52,52 |
| 15    | FRA I   | Bruno Mingeon Christophe Fouquet   | 58.39   | 58.99   | 1:57,38 | 56.85   | 58.30   | 3:52,53 |
| 16    | CZE II  | Ivo Danilevic Roman Gomola         | 58.67   | 59.17   | 1:57,84 | 57.12   | 58.73   | 3:53,69 |
| 17    | FRA II  | Bruno Thomas Philippe Paviot       | 58.50   | 59.26   | 1:57,76 | 57.65   | 58.38   | 3:53,79 |
| 18    | RUS II  | Alexander Subkow Piotr Makartchuk  | 58.62   | 59.55   | 1:58,17 | 57.82   | 58.52   | 3:54,51 |
| 19    | GBR I   | Lee Johnston Eric Sekwalor         | 58.64   | 59.51   | 1:58,15 | 57.74   | 58.98   | 3:54,87 |
| 20    | LAT II  | Gatis Gūts Maris Rozentals         | 59.10   | 59.13   | 1:58,23 | 57.97   | 58.70   | 3:54,90 |
| 21    | NED I   | Rob Geurts Marcel Welten           | 58.88   | 59.68   | 1:58,56 | 58.00   | 59.23   | 3:55,79 |
| 22    | NED I   | Arend Glas Wietse Baas             | 59.00   | 59.57   | 1:58,57 | 58.49   | 58.99   | 3:56,05 |
| 23    | JPN I   | Hiroshi Suzuki Kenji Otaki         | 58.91   | 59.53   | 1:58,44 | 58.27   | 59.61   | 3:56,32 |
| 24    | ROM I   | Florian Enache Daniel Pacioianu    | 59.34   | 59.86   | 1:59,20 | 58.28   | 59.11   | 3:56,59 |
| 25    | CAN II  | Tom Samuel Jeff Knisely            | 58.76   | 1:01,23 | 1:59,99 | 57.93   | 58.83   | 3:56,75 |
| 26    | GBR I   | Neil Scarisbrick Justin Dixon      | 59.42   | 1:00,22 | 1:59,64 | 58.18   | 59.30   | 3:57,12 |
| 27    | AUT II  | Markus Schönpflug Michael Müller   | 59.61   | 1:00,01 | 1:59,62 | 58.15   | 59.47   | 3:57,24 |
| 28    | POL I   | Piotr Orsłowski Grzegorz Gryczka   | 59.41   | 1:00,00 | 1:59,41 | 58.62   | 59.79   | 3:57,82 |
| 29    | JPN II  | Hiroaki Ohishi Tomoya Endoh        | 59.80   | 1:00,84 | 2:00,64 | 59.12   | 1:00,33 | 4:00,09 |
| 30    | ROM II  | Mihai Iliescu Marian Chițescu      | 1:00,06 | 1:01,04 | 2:01,10 | 58.93   | 1:00,28 | 4:00,31 |
| 31    | SVK I   | Milan Jagnesak Robert Krestanko    | 1:04,84 | 1:02,76 | 2:07,60 | 1:04,00 | DNS     | DNS     |

### Viererbob
Bei den großen Schlitten gewann Andre Lange eine Woche nach seiner Silbermedaille im Zweierbob letztlich souverän seinen ersten Weltmeistertitel. In allen vier Läufen fuhr er jeweils Bestzeit und gab sich damit anders als noch eine Woche zuvor keine Blöße. Auch Christoph Langen fuhr in jedem Lauf die zweitbeste Zeit und hatte bereits nach dem ersten Wettkampftag eine halbe Sekunde Vorsprung vor dem da noch drittplatzierten Amerikaner Brian Shimer. Da der Kampf um Gold und Silber schon recht frühzeitig entschieden war, fesselte vor allem der Kampf um die Bronzemedaille die ca. 15.000 Zuschauer. So fuhr zunächst der Lette Prusis die drittbeste Zeit, die dann im zweiten Lauf von Brian Shimer erzielt wurde. Damit belegte er nach dem ersten Wettkampftag den dritten Platz, gefolgt vom Schweizer Christian Reich mit 11 Hundertsteln Rückstand. Auch Bruno Mingeon, Sandis Prusis und Pierre Lueders hatten durchaus noch Chancen auf die Bronzemedaille. Diese sah nach dem dritten Lauf der Schweizer Reich langsam entschwinden, da er nur die sechstbeste Zeit fuhr und der Abstand zu Shimer auf 33 Hundertstel angewachsen war. Allerdings verriss der Amerikaner den letzten Lauf gründlich und verlor mit der nur achtbesten Zeit 38 Hundertstel auf Reich. Dieser konnte somit nach Bronze im Zweierbob auch WM-Bronze im Viererbob feiern. Allerdings lagen Freud und Leid im Schweizer Lager eng beieinander. Viererbob-Weltcupsieger Marcel Rohner, der schon im Training Probleme mit der Bahn hatte, stürzte bereits im ersten Lauf im Ausgang der Kurve 12 und musste so schon frühzeitig seine Medaillenhoffnungen begraben.
| Platz | Land    | Sportler                                                          | 1. Lauf | 2. Lauf | 1. Tag  | 3. Lauf | 4. Lauf | Gesamt  |
| ----- | ------- | ----------------------------------------------------------------- | ------- | ------- | ------- | ------- | ------- | ------- |
| 1     | GER II  | André Lange René Hoppe Lars Behrendt Carsten Embach               | 54.49   | 55.20   | 1:49,69 | 55.20   | 55.42   | 3:40,31 |
| 2     | GER I   | Christoph Langen Markus Zimmermann Thomas Platzer Sven Rühr       | 54.67   | 55.23   | 1:49,90 | 55.31   | 55.72   | 3:40,93 |
| 3     | SUI II  | Christian Reich Bruno Aeberhard Urs Aeberhard Dominic Keller      | 55.33   | 55.31   | 1:50,64 | 55.73   | 56.01   | 3:42,38 |
| 4     | USA I   | Brian Shimer Dave Owens Paul Jovanovic Garrett Hines              | 55.12   | 55.41   | 1:50,53 | 55.51   | 56.38   | 3:42,42 |
| 5     | LAT I   | Sandis Prūsis Maris Rozentals Matiss Zacmanis Janis Ozols         | 54.85   | 55.88   | 1:50,73 | 55.69   | 56.02   | 3:42,44 |
| 6     | FRA I   | Bruno Mingeon Emmanuel Hostache Christophe Fouquet Max Robert     | 55.40   | 55.38   | 1:50,78 | 55.66   | 56.24   | 3:42,68 |
| 7     | CAN I   | Pierre Lueders Ben Hindle Matthew Hindle Ahmed Marshall           | 55.32   | 55.53   | 1:50,85 | 55.87   | 56.55   | 3:43,27 |
| 8     | SUI III | Ralph Rüegg Stefan Keller Stefan Hammer Elmar Schaufelberger      | 55.48   | 55.69   | 1:51,17 | 56.03   | 56.28   | 3:43,48 |
| 9     | RUS I   | Jewgeni Popow Piotr Markatchuk Oleg Petrow Alexei Andrynin        | 55.72   | 55.58   | 1:51,30 | 56.32   | 56.22   | 3:43,84 |
| 10    | GBR I   | Sean Olsson Andy Lewis Phil Goedluck Paul Attwood                 | 55.41   | 55.73   | 1:51,14 | 56.31   | 56.59   | 3:44,04 |
| 11    | ITA I   | Günther Huber Christian la Grassa Ubaldo Ranzi Enrico Costa       | 55.53   | 55.97   | 1:51,50 | 56.02   | 56.68   | 3:44,20 |
| 12    | AUT I   | Wolfgang Stampfer Michael Müller Martin Schützenauer Jürgen Mayer | 55.56   | 56.10   | 1:51,66 | 55.97   | 56.67   | 3:44,30 |
| 13    | USA I   | Todd Hays Steve Holcomb Douglas Sharp Michael Kohn                | 55.70   | 56.13   | 1:51,83 | 56.30   | 56.82   | 3:44,95 |
| 14    | ITA I   | Fabrizio Tosini Samuele Romanini Mirco Ruggiero Marco Menchini    | 55.55   | 56.29   | 1:51,84 | 56.11   | 57.01   | 3:44,96 |
| 15    | CZE I   | Pavel Puskar Milan Studnicka Roman Gomola Jan Kobian\|            | 55.78   | 56.08   | 1:51,86 | 56.29   | 56.62   | 3:45,07 |
| 16    | JPN I   | Hiroshi Suzuki Shinji Miura Kazuo Ishii Kenji Otaki               | 55.96   | 55.91   | 1:51,84 | 56.49   | 56.84   | 3:45,20 |
| 17    | POL I   | Norbert Foltin Dawid Kupczyk Krzysztof Sieńko Tomasz Gratka       | 56.27   | 55.91   | 1:52,18 | 56.50   | 56.79   | 3:45,47 |
| 18    | LAT I   | Gatis Guts Janis Elzins Juris Latiss Inesis Zaporozecs            | 56.02   | 56.19   | 1:52,21 | 57.19   | 57.08   | 3:46,48 |
| 19    | GBR I   | Lee Johnston Christopher Gray Wilson St. Hillaire Eric Sekwalor   | 55.93   | 56.57   | 1:52,50 | 56.78   | 57.24   | 3:46,52 |
| 20    | NED I   | Arend Glas Arnold van Calker Wietse Baas Raymond Zoetekouw        | 56.27   | 56.57   | 1:52,84 | 56.83   | 57.04   | 3:46,71 |
| 21    | CZE II  | Ivo Danilevic Milos Vesely Petr Pavlicek Jiri Zaloudek            | 56.38   | 56.47   | 1:52,85 | 57.13   | 57.14   | 3:47,12 |
| 22    | AUT II  | Markus Schönpflug Thomas Bachler Andreas Pröller Marko Hofer      | 56.60   | 57.15   | 1:53,75 | 57.05   | 57.78   | 3:48,58 |
| 23    | ROM I   | Florian Enache Marian Chițescu Daniel Pacioianu Mihai Dumitrașcu  | 56.74   | 56.73   | 1:53,47 | 57.76   | 57.50   | 3:48,73 |
| −     | SUI I   | Marcel Rohner Markus Nüssli Beat Hefti Silvio Schaufelberger      | 58.48   | DNS     | DNS     | DNS     | DNS     | DNS     |
| −     | RUS II  | Alexander Subkow Alexei Seliwerstow Igor Bolberkin Oleg Sokolow   | 57.11   | DSQ     | DSQ     | DSQ     | DSQ     | DSQ     |

## Medaillenspiegel
| Platz | Land               | Gold | Silber | Bronze | Gesamt |
| ----- | ------------------ | ---- | ------ | ------ | ------ |
| 1     | Deutschland        | 3    | 2      | 0      | 5      |
| 2     | Vereinigte Staaten | 0    | 1      | 0      | 1      |
| 3     | Schweiz            | 0    | 0      | 3      | 3      |